# 자이톤 사메온
자이톤 빈티 사메온(말레이어: Zaiton binti Sameon)은 말레이시아의 가수이다. 1987년 1집 "Menaruh Harapan"으로 데뷔했으며, 이후 동명의 수록곡으로 히트를 쳤으나 1990년 일련의 사고로 돌연 은퇴, 잠적하였다. 1997년 컴백했으며, 현재까지 줄곧 활동 중이다.
2016년 미얀마에서 벌어지고 있는 로힝야족에 대한 인권 침해를 규탄했으며, 로힝야족에 대한 지지를 표했다.

## 앨범
- Menaruh Harapan (1987)
- Kabut Serangkai Mawar (1988)
- Diriku Yang Tersingkir (1989)
- Kembali Lagi (1997)
- Menadah Impian (2003)
- Ratu Sensasi (2004)
- Cinta Sepanjang Masa (2004)
- Terimalah Aku (2017; 미정)